# Boncnes
Els boncnes (llatí Bonchnae, grec Βόγχναι) foren un poble de Mesopotàmia, veïns dels carrhes, que Esteve de Bizanci situa entre els rius Eufrates i Cirus, però com que no es coneix cap riu de nom Cirus, es pensa que es tractaria del Carrha.